# Haplochromis dichrourus
Haplochromis dichrourus es una especie de peces de la familia Cichlidae.

## Morfología
Los machos pueden llegar alcanzar los 18,6 cm de longitud total.

## Distribución geográfica
Se encuentra en el lago Victoria (África Oriental).